# Нечас, Отто
О́тто Не́час (нем. Otto Necas; 20 октября 1894, Вена, Австро-Венгрия — 4 ноября 1940, Вена, Австрия) — австрийский футболист и футбольный тренер.

## Клубная карьера
Отто Нечас, выступая на позиции нападающего, забил множество голов в чемпионатах Австрии 1910-х годов. Его первым клубом стал «Зиммеринг», в котором он провёл один сезон. Затем он перешёл в «Рудольфсхюгель», за который выступал с 1915 по 1925 годы. В сезоне 1917/18 Нечас с 14 голами занял второе место в списке лучших бомбардиров чемпионата. В сезоне 1918/19 он был на непродолжительное время арендован венской «Гертой», за которую сыграл всего 2 матча.
Нечас никогда не вызывался в национальную сборную Австрии, однако 1 апреля 1917 года сыграл в неофициальном матче за сборную Нижней Австрии против Чехии. Матч завершился вничью 2:2. 2 июля 1918 года Нечас также принял участие в матче сборной Вены против сборной Кракова, завершившемся разгромом поляков со счётом 8:0, нападающий отличился четырежды.
После завершения карьеры игрока Нечас стал тренером. Он недолгое время возглавлял белградский клуб «Соко», а затем дважды тренировал «Воеводину».

## Статистика выступлений
| Клуб                  | Сезон            | Лига | Лига | Кубок Австрии | Кубок Австрии | Итого | Итого |
| Клуб                  | Сезон            | Игры | Голы | Игры          | Голы          | Игры  | Голы  |
| --------------------- | ---------------- | ---- | ---- | ------------- | ------------- | ----- | ----- |
| Зиммеринг             | 1913/14          | 1    | 0    | -             | -             | 1     | 0     |
| Зиммеринг             | Итого            | 1    | 0    | 0             | 0             | 1     | 0     |
| Рудольфсхюгель        | 1915/16          | 15   | 19   | -             | -             | 15    | 19    |
| Рудольфсхюгель        | 1916/17          | 15   | 16   | -             | -             | 15    | 16    |
| Рудольфсхюгель        | 1917/18          | 17   | 14   | 2             | 2             | 19    | 16    |
| Рудольфсхюгель        | 1918/19          | 15   | 9    | 3             | 1             | 18    | 10    |
| Рудольфсхюгель        | 1919/20          | 11   | 3    | 0             | 0             | 11    | 3     |
| Рудольфсхюгель        | 1920/21          | 12   | 6    | 2             | 6             | 14    | 12    |
| Рудольфсхюгель        | 1921/22          | 3    | 1    | 0             | 0             | 3     | 1     |
| Рудольфсхюгель        | 1922/23          | 12   | 5    | 1             | 1             | 13    | 6     |
| Рудольфсхюгель        | 1923/24          | 20   | 17   | 3             | 2             | 23    | 19    |
| Рудольфсхюгель        | 1924/25          | 2    | 2    | 0             | 0             | 2     | 2     |
| Рудольфсхюгель        | Итого            | 122  | 92   | 11            | 12            | 133   | 104   |
| Герта (Вена) (аренда) | 1918/19          | 2    | 0    | 0             | 0             | 2     | 0     |
| Герта (Вена) (аренда) | Итого            | 2    | 0    | 0             | 0             | 2     | 0     |
| Всего за карьеру      | Всего за карьеру | 125  | 92   | 11            | 12            | 136   | 104   |